# Michaël Cousteau
Pour les articles homonymes, voir Cousteau.
Michaël Cousteau est un chef d'orchestre français, né à Paris.

## Carrière
La carrière de Michaël Cousteau l’a amené à diriger le répertoire symphonique et lyrique dans le monde entier. Son goût pour concevoir des programmes originaux contribue à faire de ses concerts des moments d’intelligence et de partage avec le public. Ambassadeur du répertoire français à l’étranger, il a également conçu de nombreux projets pluridisciplinaires avec des artistes venant du monde du théâtre, de la danse et de la comédie musicale.
Sur la saison 2021 - 2022, Michaël Cousteau a participé à l’année France-Portugal pour laquelle il a commandé deux œuvres nouvelles. L’une au compositeur français Benjamin Attahir, écrite pour la soprano franco - portugaise Raquel Camarinha. L’autre à la compositrice portugaise Anne Victorino d’Almeida pour le pianiste Bruno Belthoise, grand promoteur du répertoire portugais. Il a dirigé ces pièces, accompagnées d’œuvres de références de Fernando Lopez Graça et de Maurice Ravel avec l’Orchestre de Picardie en ouverture de la saison croisée à la Philharmonie de Paris, ainsi qu’au Portugal avec l’Orquestra Clássica da Madeira, l’Orquestra Metropolitana de Lisboa et l’Orquestra Clássica do Centro.
Il a également commandé une œuvre au compositeur Jean–Baptiste Robin, écrite sur des textes en allemands et en français, évoquant la traversée de la pandémie. Elle s’inscrit dans un projet exceptionnel, commémorant 75 années de paix, qui a permis de réunir pour la deuxième fois le Landes Jugend Orchester de Berlin et l’Orchestre du CRR de Versailles pour une tournée de concerts. Après un « hymne à la jeunesse » commémorant de la fin du premier conflit mondial en 2018 en France, en Allemagne et en Pologne cette seconde tournée en France et en Allemagne a été aussi l’occasion de faire participer quatre jeunes chanteurs lauréats d’un concours organisé pour l’occasion et de collaborer avec deux plasticiens allemands du groupe Kopffarben qui ont mis en lumière un programme comportant des pièces de Gazyna Bacewicz, Lili Boulanger, Charles Gounod et Beethoven allant chacune du sombre au clair, du tragique à l’espérance. 
Michaël Cousteau s’associé à des artistes dont il partage l’esprit aventureux et la sensibilité. Avec la pianiste franco-roumaine Dana Ciocarlie, il participe à l’Année France - Roumanie en 2019, dirigeant en Roumanie les Filarmonica Banatul à Timisoara, Filarmonica Moldova à Iasi et Filarmonica Mihail Jora à Bacau dans un programme où Ravel répond à Enescu, Paul Constantinescu à Guillaume Connesson, et crée une partition de Dana Rotaru. À Hong-Kong en 2018, il conçoit avec la chorégraphe et danseuse Emmanuelle Huynh un spectacle associant le Faune et Nuages de Debussy, avec la participation des danseurs et musiciens de la Hong Kong Academy for Performing Arts. Avec le metteur en scène Yan-Joël Collin et l’acteur Cyril Bothorel, il imagine en 2017 un Roméo et Juliette combinant le texte de Shakespeare et les musiques de Gounod, Prokofiev et Tchaïkovski. Il a également accompagné le pianiste Cédric Tiberghien et le violoniste David Grimal dans des cycles de concertos. 
En Europe, Michaël Cousteau a dirigé l’Orchestre National de Lyon, l’Orchestre National de Montpellier, l’Orchestre de l'Opéra National de Lorraine, l’Orchestre National de Cannes, l’Orchestre Colonne, le Landesjugendorchester de Berlin, l’Orchestre de Chambre et l’Orchestre Symphonique de la radio Hollandaise et l’Orchestre Philharmonique du Luxembourg. Il a également été chef assistant auprès de Gary Bertini à l’Opéra National de Paris, de Zoltán Peskó au Deutsche Oper am Rhein (Düsseldorf) et a assisté Emmanuel Krivine à l’Orchestre Français des Jeunes et à l’Orchestre National de Lyon. 
Sollicité par les Instituts Français depuis 2006, Michaël Cousteau a été invité à diriger régulièrement également l’Orchestre de Chambre de Moscou, les Orchestres de la Radio et l’Orchestre National de Biélorussie, l’Orchestre National du Liban, le Royal Oman Symphony Orchestra, le Nusantara Symphony Orchestra d’Indonésie, le Bangkok Symphony Orchestra, l’Orchestre National du Vietnam et, à de nombreuses reprises, l’Orchestre National des Philippines. De 2012 à 2020, il s’est rendu régulièrement en Chine pour y diriger l’Orchestre National de Chine, l’Orchestre Symphonique de Shenzhen, l’Orchestre Philharmonique de Xiamen, l’Orchestre de l’Opéra de Wuhan, l’Orchestre Philharmonique du Sichuan et l’Orchestre de la Hong – Kong Academy for Performing Arts. À Taïwan, il dirige le Taoyuan New Philharmonic Orchestra.
Passionné de pédagogie, Michaël Cousteau a donné de nombreuses master-class de direction d’orchestre et des conférences consacrées à la musique française en partenariat avec les universités des pays où il dirige. En France, il a collaboré avec les orchestres du Conservatoire National Supérieur de Musique et de Danse de Paris et s’investit dans des missions pédagogiques au sein du réseau des conservatoires municipaux de la Ville de Paris où il enseigne également la direction d’orchestre.
Michael Cousteau a étudié la direction d’orchestre auprès de Julius Kalmar et Karl Osterreicher à la Hochschule für Musik de Vienne et obtenu plusieurs prix de direction d’orchestre, d’analyse, d’orchestration et d’écriture aux conservatoires régionaux de Reims et de Paris. Il a également suivi les master-class de Iouri Ahronovitch au Riva Music Festival et de Myung-Whun Chung à l’Académie Chigiana de Sienne (Italie). Sélectionné pour les prestigieux Kiril Kondrashin master class aux Pays-Bas où il suit l’enseignement de Peter Eötvös, Ton Koopman et Eri Klas, il y est distingué pour se produire en concert au Beurs van Berlage et au Concertgebouw d’Amsterdam avec les orchestres de la radio hollandaise.
Violoncelliste de formation, Michael Cousteau est également titulaire d’une maîtrise d’histoire culturelle de l’université de Paris I « Panthéon – Sorbonne ».